# Никола Караниколов
Никола Христов Караниколов-Камбера е български предприемач.

## Биография
Роден е през 1893 г. в Пещера. През 1938 г. открива ресторант с хотелска част към него с името „Камбер палас“. Сградата е проектирана от Тодор Кожухаров. През 1928 г. построява циментовия, така наречен Дъгов мост над Стара река в центъра на Пещера, който свързва пазара с централната градска част.
През 1946 г. специална комисия при Окръжен комитет на Отечествения фронт го определят като незаконно забогатял. Всичките му средства са блокирани, а имуществото му е конфискувано. Умира през 1965 г.